# Max Spohr
Johannes Hermann August Wilhelm Max Spohr (17 de Novembro de 1850, Braunschweig - 15 de Novembro de 1905, Leipzig) foi um livreiro e editor alemão. Foi um dos primeiros editores de publicações homossexuais a nível mundial. Mais tarde, em Berlim, Adolf Brand viria a publicar a primeira revista periódica, e duradoura, com temática explicitamente gay, e de natureza reivindicatória de direitos humanos e civis dos homossexuais e demais identidade sexuais minoritárias: Der Eigene.
Spohr era filho do homem de negócios Karl Wilhelm Friedrich Spohr e de Ferdinande Lisette. Trabalhou em Pécs, Hanover, e na cidade de Leipzig. Com Rudolf Wengler fundou a editora Wengler & Spohr em Braunschweig. A 20 de Dezembro de 1880 casou com Elisabeth Hannöver-Jansen, tendo sido pai de três filhos. Em 1897, Magnus Hirschfeld fundou o Wissenschaftlich-humanitäre Komitee ("Comité Científico-Humanitário") com Spohr, com o advogado Eduard Oberg, e com o escritor Franz Joseph von Bülow.
Em 2001, cento e cinquenta anos após a sua morte, os seus descendentes foram convidados a nomear uma rua de Leipzig com o seu nome. A organização Völklinger Kreis insituiu o Max-Spohr-Management-Preis (Prémio de Gestão Max Spohr) em sua honra, premiando as empresas pelo seu investimento em gestão da diversidade.